# CS Dinamo București
CS Dinamo București is een Omnisportvereniging in het Roemeense Boekarest. De club is opgericht in 1948

## Basketbal
- Landskampioen: 22x - 1953, 1954, 1955, 1957, 1965, 1968, 1969, 1970, 1971, 1972, 1973, 1974, 1975, 1976, 1977, 1979, 1983, 1988, 1994, 1997, 1998, 2003
- Nationale beker: 4x - 1967, 1968, 1969, 1980

## Handbal

#### Heren
- Landskampioen: 16x - 1959, 1960, 1961, 1962, 1964, 1965, 1966, 1978, 1986, 1995, 1997, 2005, 2016, 2017, 2018, 2019
- Nationale beker: 4x - 1979, 1982, 1988, 2017
- Supercup: 3x - 2016, 2018, 2019
- Eurpean Champions Cup: 1x - 1965

## IJshockey
- Landskampioen: 7x - 1968, 1971, 1972, 1973, 1976, 1979, 1981

## Rugby
- Landskampioen: 16x - 1951, 1952, 1956, 1965, 1969, 1982, 1991, 1994, 1996, 1998, 2000, 2001, 2002, 2004, 2007, 2008
- Nationale beker: 12x - 1954, 1959, 1980, 1989, 1996, 1997, 1998, 2000, 2001, 2002, 2004, 2008
- Champions League: 1x - 1967

## Volleybal

#### Heren
- Landskampioen: 18x - 1953, 1958, 1972, 1973, 1974, 1975, 1976, 1977, 1979, 1980, 1981, 1982, 1983, 1984, 1985, 1992, 1994, 1995
- Nationale beker: 2x - 2011, 2019
- CEV Champions League: 3x - 1966, 1967, 1981
- CEV Cup: 1x - 1979

#### Dames
- Landskampioen: 22x - 1957, 1958, 1960, 1961, 1962, 1963, 1966, 1967, 1969, 1975, 1976, 1977, 1978, 1979, 1980, 1981, 1982, 1983, 1984, 1985, 1989, 2000
- Nationale beker: 2x - 2010, 2012

## Waterpolo
- Landskampioen: 32x - 1957, 1958, 1959, 1960, 1961, 1962, 1963, 1964, 1965, 1966, 1967, 1968, 1969, 1970, 1971, 1973, 1974, 1978, 1979, 1980, 1982, 1983, 1984, 1987, 1988, 1989, 1990, 1996, 1997, 1998, 1999, 2000